# マイクロソフト・メッシュ
マイクロソフト・メッシュ（英語: Microsoft Mesh）は、マイクロソフトによって開発されたコラボレーションおよびコミュニケーションプラットフォーム。 Engadgetは、「VRヘッドセット、AR（ HoloLensなど）、ラップトップ、スマートフォンなど、複数のデバイス間でホログラフィック仮想コラボレーションを統合するという同社の野心的な新しい試み」と説明している。
これは、マイクロソフトが2017年に買収したAltspaceVRプラットフォームの要素を利用している。